# Kémiai számnevek
A többszörözés szerves kémiai nevezéktani művelet. Magyarul a sokszorozó tagot kötőjel nélkül írjuk közvetlenül az elé az elő- vagy utótag elé, amelyre vonatkozik. Pl.: 1-2-dihidroxietán, etán-1,2-diol (közismert néven glikol).
A kémiában többszörözésre használt előtagok:
| 1  | mono-   |
| 2  | di-     |
| 3  | tri-    |
| 4  | tetra-  |
| 5  | penta-  |
| 6  | hexa-   |
| 7  | hepta-  |
| 8  | okta-   |
| 9  | nona-   |
| 10 | deka-   |
| 11 | undeka- |
| 12 | dodeka- |

| 10 | deka-       |
| 20 | ikoza-      |
| 30 | triakonta-  |
| 40 | tetrakonta- |
| 50 | pentakonta- |
| 60 | hexakonta-  |
| 70 | heptakonta- |
| 80 | oktakonta-  |
| 90 | nonakonta-  |

| 100 | hekta-    |
| 200 | dikta-    |
| 300 | trikta-   |
| 400 | tetrakta- |
| 500 | pentakta- |
| 600 | hexakta-  |
| 700 | heptakta- |
| 800 | oktakta-  |
| 900 | nonakta-  |

| 1000 | kilia-    |
| 2000 | dilia-    |
| 3000 | trilia-   |
| 4000 | tetralia- |
| 5000 | pentalia- |
| 6000 | hexalia-  |
| 7000 | heptalia- |
| 8000 | oktalia-  |
| 9000 | nonalia-  |

12 fölött a számjegyeket a legkisebb helyiértéktől kezdve soroljuk fel:
- 21 = henikoza-
- 22 = dokoza-
- 468 = oktahexakontatetrakta-